# Tipula nephophila
Tipula nephophila är en tvåvingeart som beskrevs av Alexander 1940. Tipula nephophila ingår i släktet Tipula och familjen storharkrankar. Inga underarter finns listade i Catalogue of Life.